# Lavotchkine La-152
Le Lavotchkine La-152 (en russe : Лавочкин Ла-152) (Nom de code donné par l'USAF : Type 4) et ses variantes, était un prototype de chasseur à réaction conçu et fabriqué par le bureau d'études (OKB) Lavotchkine peu de temps après la fin de la Seconde Guerre mondiale. Dérivé du Lavotchkine La-150, le La-152 utilise plusieurs moteurs différents, mais le programme a été annulé car d'autres chasseurs, avec des moteurs plus puissants et des ailes en flèche se sont montrés plus prometteurs.

## Conception et développement

### Izdeliye152
Après le succès limité du Lavotchkine La-150, des changements drastiques furent introduits pour améliorer les performances et la facilité de maintenance. Le moteur RD-10, évalué à 8,8 kN de poussée, fut déplacé à l'avant de l'appareil et son capot formait le fond du fuselage avant. Cette position réduit les pertes de poussée en raison de la longueur du conduit d'admission du réacteur et rend le changement de moteur beaucoup plus facile que pour son prédécesseur. Le cockpit a été élargi et déplacé vers une position à l'aplomb des ailes. Le dos du siège du pilote était blindé et il a été protégé par une plaque de blindage à l'avant et par un pare-brise pare-balles. Trois réservoirs de carburant ont été placés devant le cockpit et un derrière, avec une capacité totale de 620 kg de carburant. Les ailes, amovibles, utilisaient différents profils d'écoulement laminaire. Chaque aile a un seul longeron, des volets à fente et des ailerons. Le train d'atterrissage tricycle était escamotable dans le fuselage, et avait donc une voie très étroite. L'avion était armé de trois canons automatiques Nudelman-Suranov NS-23 de 23 mm, deux sur le côté tribord du nez de l'avion et l'autre sur le côté bâbord. Chaque arme était approvisionnée à 50 obus.
Le La-152 a effectué son premier vol le 5 décembre 1946 et les essais constructeur se sont achevés le 23 juin 1947. Les essais de réception par l’État ont commencé le 12 juillet, mais le prototype s'est écrasé lors de son huitième vol lorsque le moteur a calé en approche. La vitesse maximale atteinte par le La-152 avant son accident était seulement de 840 kilomètres par heure.

### Izdeliye154
L'OKB Lavochkin a décidé d'améliorer les performances du La-152 fin 1946, en remplaçant le moteur RD-10 avec un Lyulka TR-1, turboréacteur plus puissant de 12,3 kN de poussée conçu par Arkhip Lyoulka. Le travail de conception a été achevé en septembre 1947, et la construction d'un prototype a commencé peu de temps après, mais le moteur n'était pas encore prêt pour les essais et le projet a été annulé.
La seule autre différence significative avec le La-152 était que chaque canon était approvisionné à 75 obus.

### Izdeliye156
Pendant ce temps, l'OKB avait développé deux versions avec postcombustion du RD-10 pour accroître la puissance du moteur. Le modèle ayant le plus de succès avait seulement 100 millimètres de plus en longueur et pesait 31 kilogrammes de plus que le moteur d'origine. Sa puissance, cependant, avait augmenté de 3,3 kN, plus de 30% de poussée supplémentaire. Ce moteur a été désigné izdeliye YuF par le bureau et a été monté dans un La-152 en novembre 1946, initialement désigné 150D (Dooblyor - Deuxième). Ce sigle fut changé en La-156 le mois suivant.
En plus du moteur plus puissant, l'avion avait maintenant un siège éjectable, un blindage supplémentaire pour le cockpit, et une verrière modifiée. Plus important encore, il était équipé de nouvelles ailes avec une plus grande envergure et plus de surface alaire. Elles avaient aussi un nouveau profil destiné à retarder le nombre de Mach critique. La surface de l'empennage horizontal et de la dérive étaient également augmentées. Deux prototypes ont été construits et le premier a été achevé en février 1947 et a fait son premier vol le 1er mars. Le deuxième prototype a rejoint les essais du fabricant plus tard ce même mois. Un de ces avions a participé au défilé aérien de Touchino le 3 août 1947. L'USAF a alors découvert son existence et l'a désigné « type 5 ». La puissance supplémentaire a augmenté la vitesse de pointe de l'avion de 40 à 70 km/h par rapport au La-152. Le deuxième prototype a commencé les essais de réception d'État le 9 septembre et a fait preuve d'une vitesse maximale de 905 kilomètres par heure à l'altitude de 2 000 mètres. Il pouvait atteindre 5 000 mètres en quatre minutes à l'aide de la postcombustion. L'avion fut refusé par les Forces aériennes soviétiques à l'issue des essais le 28 janvier 1948. Le rapport stipulait que le moteur du YuF requérait encore plus de travail avant d'être prêt pour la production. De plus, l'avion avait des problèmes de stabilité longitudinale, les commandes des ailerons et élévateurs étaient trop dures et le train d'atterrissage était gênant. Lavochkine en conséquence a annulé le programme.

### Izdeliye174TK
Une version expérimentale de l'Izdeliye 156 a été construite en 1947 sous le nom de Izdeliye 174TK (Tonkoye Krylo - aile mince). Il avait une aile droite très mince, de 6 % d'épaisseur, considérée comme la plus mince ayant volé dans le monde, et un moteur Rolls-Royce Derwent V produit importé, évalué à 15,6 kN, monté dans le nez. Les trois canons NS-23 ont dû être repositionné sur la partie inférieure du nez pour recevoir le moteur. Il a volé pour la première fois en janvier 1948 et a une vitesse de pointe de 970 kilomètres par heure au niveau de la mer. Il a atteint une altitude de 5 000 mètres en seulement 2,5 minutes, mais même ces gains impressionnants sur le 156 était inférieurs au Lavotchkine La-160 à aile en flèche qui avait volé neuf mois plus tôt, et le programme a été annulé.

## Variantes
- Izdeliye 154 - Une deuxième cellule 152 avec un turboréacteur Lyulka TR-1. Annulé en raison de retards dans le moteur[4].
- Izdeliye 156 - à l'origine connu comme avion 152D. Un 152 modifié avec un moteur YuF, une version postcombustion du RD-10[7].
- Izdeliye 174TK - Une version à aile mince aile du 156 avec un moteur Rolls-Royce Derwent, mais la performance était déjà été éclipsée par l'aéronef 160 de plus faible puissance de sorte que la poursuite du développement a été abandonnée.

## Opérateurs
Union soviétique
- Forces aériennes soviétiques